# Benjamin Bratton
Benjamin Bratton (Nueva York, 18 de junio de 1985) es un deportista estadounidense que compitió en esgrima, especialista en la modalidad de espada.
Ganó dos medallas en el Campeonato Mundial de Esgrima, oro en 2012 y plata en 2010.

## Palmarés internacional
| Campeonato Mundial | Campeonato Mundial | Campeonato Mundial | Campeonato Mundial |
| Año                | Lugar              | Medalla            | Prueba             |
| ------------------ | ------------------ | ------------------ | ------------------ |
| 2010               | París (Francia)    | Medalla de plata   | Espada por equipos |
| 2012               | Kiev (Ucrania)     | Medalla de oro     | Espada por equipos |